# Cal Franc de Vilandeny
Cal Franc de Vilandeny és una masia de Navès (Solsonès) inclosa a l'Inventari del Patrimoni Arquitectònic de Catalunya.

## Descripció
Gran masia, formada per dos edificis adossats l'un a l'altre per la cara nord - est. L'edifici adossat, amb façana decorada, està pràcticament ensorrat.

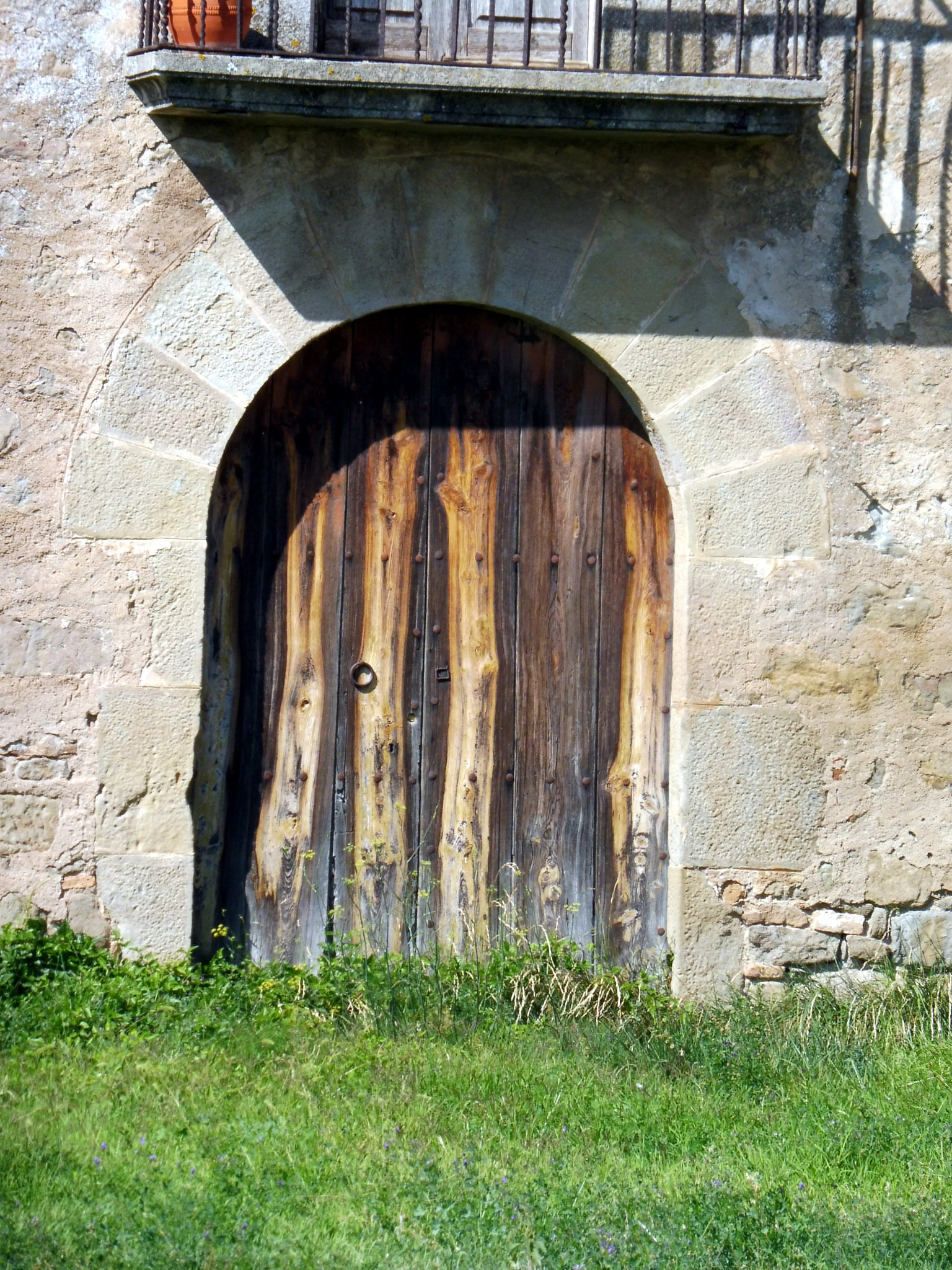
Portal

 L'edifici principal és de planta rectangular i teulada a dos vessants. Està orientat nord-sud. Façana a la cara est amb porta d'arc de mig punt i grosses dovelles. A la cara sud, es veuen encara els grans contraforts que han perdurat de l'època medieval. La planta baixa és amb sòl de pedra i coberta amb volta. El parament és de carreus irregulars i sense tallar, units amb morter. Les llindes de les finestres i balcons són tallades i de pedra picada. A la masia es van fer grans reformes al segle xvii.

## Història
D'aquesta masia, es tenen notícies documentals des del segle xi. D'aquí provenien durant llargues temporades, els representats i col·lectors que tenia el monestir de Ripoll.
El monestir tenia sota el seu domini els pobles i esglésies de Gargallà i Sorba.